# Clare, Australien
Clare är en ort i Australien. Den ligger i kommunen Clare and Gilbert Valleys och delstaten South Australia, omkring 120 kilometer norr om delstatshuvudstaden Adelaide. Antalet invånare är 3 061.
Runt Clare är det mycket glesbefolkat, med 7 invånare per kvadratkilometer.. Clare är det största samhället i trakten.
Trakten runt Clare består till största delen av jordbruksmark. Genomsnittlig årsnederbörd är 513 millimeter. Den regnigaste månaden är maj, med i genomsnitt 78 mm nederbörd, och den torraste är december, med 12 mm nederbörd.